# Posesión (novela)
Posesión es una novela superventas de 1990 de la escritora inglesa A. S. Byatt que ganó el Premio Booker de Ficción de 1990. El libro explora las preocupaciones posmodernas de novelas similares, que a menudo se clasifican como metaficción historiográfica, un género que combina enfoques tanto de la ficción histórica como de la metaficción.
La obra sigue a dos académicos modernos mientras investigan el rastro documental de la vida amorosa previamente desconocida entre los famosos poetas ficticios Randolph Henry Ash y Christabel LaMotte. Posesión se desarrolla tanto en la actualidad como en la época victoriana, contrastando los dos períodos de tiempo, además de hacer eco de similitudes y satirizar la academia moderna y los rituales de apareamiento. La estructura de la novela incorpora muchos estilos diferentes, incluidas anotaciones de diarios ficticios, cartas y poesía, y utiliza estos estilos y otros recursos para explorar las preocupaciones posmodernas de la autoridad de las narrativas textuales. El título Posesión destaca muchos de los temas principales de la novela: cuestiones de propiedad e independencia entre amantes, la práctica de coleccionar artefactos culturales de importancia histórica, y la posesión que los biógrafos ejercen sobre sus sujetos.
La novela fue adaptada como largometraje con el mismo nombre en 2002 y como obra de radio serializada que se transmitió de 2011 a 2012 en BBC Radio 4. En 2005 la revista Time incluyó la novela en su lista de las 100 mejores novelas en inglés de 1923 a 2005.  En 2003, la novela apareció en la encuesta de la BBC The Big Read. 

## Trasfondo
La novela trata de la relación entre dos poetas victorianos ficticios, Randolph Henry Ash (cuya vida y obra se basan libremente en las del poeta inglés Robert Browning, o Alfred Tennyson, cuyo trabajo está más en consonancia con los temas expresados por Ash, como así como el hecho de que Tennyson haya sido poeta laureado de la reina Victoria) y Christabel LaMotte (basada en Christina Rossetti),  según lo descubierto por los académicos actuales Roland Michell y Maud Bailey. Siguiendo un rastro de pistas de cartas y diarios, colaboran para descubrir la verdad sobre la relación de Ash y LaMotte, antes de que la descubran colegas rivales. Byatt proporciona extensas cartas, poesía y diarios de personajes importantes además de la narrativa, incluida la poesía atribuida a los ficticios Ash y LaMotte.
A. S. Byatt, en parte, escribió Posesión como respuesta a la novela de John Fowles La mujer del teniente francés (1969). En un ensayo del libro de no ficción de Byatt, On Histories and Stories, escribió: "Fowles ha dicho que el narrador del siglo XIX asumía la omnisciencia de un dios. Creo que ocurre más bien lo contrario: este tipo de narrador ficticio puede acercarse más a los sentimientos y la vida interior de los personajes, además de proporcionar un coro griego, que cualquier imitación en primera persona. En Posesión utilicé este tipo de narrador deliberadamente tres veces en la narrativa histórica: siempre para contar lo que los historiadores y biógrafos de mi ficción nunca descubrieron, siempre para realzar la entrada imaginativa del lector en el mundo del texto. " 

## Trama
El oscuro erudito Roland Michell, investigando en la Biblioteca de Londres, descubre borradores escritos a mano de una carta del eminente poeta victoriano Randolph Henry Ash, que lo llevan a sospechar que Ash, casado, tenía un romance hasta ahora desconocido. Se lleva los documentos en secreto (un acto muy poco profesional para un erudito) y comienza a investigar. El rastro lo lleva a Christabel LaMotte, una poeta menor y contemporánea de Ash, y a la Dra. Maud Bailey, una erudita moderna establecida de LaMotte y pariente lejana de LaMotte. Bailey, protectora de LaMotte, se ve obligada a ayudar a Michell con el misterio que se está desarrollando. Los dos estudiosos encuentran más cartas y pruebas de una historia de amor entre los poetas (con pruebas de unas vacaciones juntos durante las cuales, sospechan, la relación pudo haberse consumado); se obsesionan con descubrir la verdad. Al mismo tiempo, sus propias vidas románticas (ninguna de las cuales es satisfactoria) se desarrollan y se entrelazan románticamente en un eco de Ash y LaMotte. Las historias de las dos parejas se cuentan en paralelo e incluyen cartas y poesía de los poetas.
La revelación de un romance entre Ash y LaMotte ocuparía titulares y reputaciones en el mundo académico debido a la prominencia de los poetas, y los colegas de Roland y Maud se convertirían en competidores en la carrera por descubrir la verdad, por todo tipo de motivos. Se revela que el matrimonio de Ash no fue consumado, aunque amaba y seguía siendo devoto de su esposa. Él y LaMotte tuvieron un romance breve y apasionado, que condujo al suicidio de la compañera (y posiblemente amante) de LaMotte, Blanche Glover, y al nacimiento secreto de la hija ilegítima de LaMotte durante un año que pasó en Bretaña. LaMotte dejó a la niña con su hermana para que la criaran y la hicieran pasar como si fuera suya. A Ash nunca se le informó que él y LaMotte tenían un hijo.
Cuando la gran tormenta de 1987 azota Inglaterra, los personajes modernos interesados se reúnen en la tumba de Ash, donde pretenden exhumar los documentos enterrados con Ash por su esposa, que creen que contienen la clave final del misterio. También descubren un mechón de pelo. Al leer los documentos, Maud Bailey descubre que, en lugar de estar relacionada con la hermana de LaMotte, como siempre ha creído, desciende directamente de la hija ilegítima de LaMotte y Ash. Maud es así heredera de la correspondencia de los poetas. Ahora que las cartas originales están en su poder, Roland Michell escapa a las posibles consecuencias nefastas de haber robado los borradores originales de la biblioteca. Ve que se abre ante él una carrera académica. Bailey, que ha pasado su vida adulta emocionalmente intocable, ve una posible felicidad futura con Michell.
En un epílogo, Ash tiene un encuentro con su hija Maia en el campo. Maia habla con Ash por un breve tiempo. Ash le hace una corona de flores y le pide un mechón de pelo. Este mechón de cabello es el que estaba enterrado con Ash y fue descubierto por los eruditos, quienes creían que era de LaMotte. Por lo tanto, se revela que tanto los personajes modernos como los históricos (y, por lo tanto, el lector), durante la segunda mitad del libro, han malinterpretado el significado de uno de los recuerdos clave de Ash. Ash le pide a la chica que le dé a LaMotte un mensaje de que ha superado su relación y que está feliz. Después de que él se aleja, Maia regresa a casa, rompe la corona de flores mientras juega y se olvida de pasarle el mensaje a LaMotte.

## Recepción
El escritor estadounidense Jay Parini en The New York Times escribió "una plenitud de sorpresas espera al lector de esta novela magníficamente escrita. A. S. Byatt es una escritora en la mitad de su carrera cuyo momento ciertamente ha llegado, porque Posesión es un tour de force que abre cada recurso narrativo de la ficción inglesa a inspección sin, ni por un momento, dejar de deleitarnos." Además, "El aspecto más deslumbrante de Posesión es la astuta invención de cartas, poemas y diarios del siglo XIX por parte de la Sra. Byatt". 
El crítico Christopher Lehmann-Haupt, escribiendo en The New York Times, señaló que lo que describe como la "novela maravillosamente extravagante" está "intencionadamente subtitulada 'Un romance'".  Dice que es a la vez "una historia de detectives" y "una novela de adulterio". 
Escribiendo en The Guardian en línea, Sam Jordison, quien se describió a sí mismo como "un escéptico de Byatt desde hace mucho tiempo", escribió que fue: "tomado desprevenido por la calidez y el ingenio de Posesión "... "Cualquier persona y todo lo que cae bajo la mirada de Byatt es una fuente de diversión". Al comentar sobre los textos "históricos" inventados, dijo que su "efecto es deslumbrante, y una erudición igualmente lúdica se muestra en todas partes".... "Aún más impresionantes son las más de 1.700 líneas de poesía original". "En resumen, todo el libro es un adelanto gigantesco, lo que sin duda es satisfactorio a nivel intelectual", pero "el verdadero centro de Posesión es un corazón grande, rojo y palpitante. Es la calidez y el espíritu que Byatt ha insuflado en sus personajes en lugar de sus actividades cerebrales que nos hacen preocuparnos". Concluyendo: "Hay verdadera magia detrás de todos los engaños inteligentes y un viaje emocional además de la búsqueda académica. Así que me encantó". 

## Premios y nominaciones
- Premio Booker 1990 [8]
- 1990 Premio Internacional de Ficción Irish Times-Aer Lingus [9]

## Adaptaciones
La novela fue adaptada como largometraje en 2002, protagonizada por Gwyneth Paltrow como Maud Bailey, Aaron Eckhart como Roland Michell, y Jeremy Northam y Jennifer Ehle como los poetas ficticios Randolph Henry Ash y Christabel LaMotte, respectivamente. La película difiere considerablemente de la novela. 
La novela también fue adaptada como obra de radio, serializada en 15 partes entre el 19 de diciembre de 2011 y el 6 de enero de 2012, en Woman's Hour de BBC Radio 4. presentaba a Jemma Redgrave como Maud, Harry Hadden-Paton como Roland, James D'Arcy como Ash y Rachael Stirling como LaMotte. 

## Otras lecturas
- Bentley, Nick. "A.S. Byatt, Posesión: A Romance". In Contemporary British Fiction (Edinburgh: Edinburgh University Press, 2008), 140–48. ISBN 978-0-7486-2420-1.
- Wells, Lynn K. (Fall 2002). «Corso, Ricorso: Historical Repetition and Cultural Reflection in A. S. Byatt's Possession: A Romance». MFS Modern Fiction Studies 48 (3): 668-692. S2CID 162372789. doi:10.1353/mfs.2002.0071.